# Shirley Neilson
Shirley Neilson (Garrell) – kanadyjska brydżystka.

## Wyniki brydżowe

### Zawody światowe
W światowych zawodach zdobyła następujące lokaty:
| Mistrzostwa Świata. Konkurencja teamów | Mistrzostwa Świata. Konkurencja teamów | Mistrzostwa Świata. Konkurencja teamów | Mistrzostwa Świata. Konkurencja teamów | Mistrzostwa Świata. Konkurencja teamów | Mistrzostwa Świata. Konkurencja teamów |
| Rok                                    | Miejsce                                | Zawody                                 | Kategoria                              | Drużyna                                | Pozycja                                |
| -------------------------------------- | -------------------------------------- | -------------------------------------- | -------------------------------------- | -------------------------------------- | -------------------------------------- |
| 1972                                   | Miami Beach                            | 3. Olimpiada Par                       | Miksty                                 | Schwenke                               | 3                                      |

## Klasyfikacja
- Shirley Neilson – klasyfikacja WBF (ang.)